# 约斯塔·本特松
约斯塔·本特松（瑞典語：Gösta Bengtsson，1897年7月25日—1984年1月19日），瑞典前男子帆船运动员。他曾代表瑞典参加1920年夏季奥林匹克运动会帆船比赛，获得30平方米级金牌。